# Neostrotia albescens
Neostrotia albescens är en fjärilsart som beskrevs av William Schaus 1914. Neostrotia albescens ingår i släktet Neostrotia och familjen nattflyn. Inga underarter finns listade i Catalogue of Life.